# 메르세데스-벤츠 GL 클래스 X166
메르세데스-벤츠 GL 클래스 X166(영어: Mercedes-Benz GL-Class X166)은 메르세데스-벤츠에서 2013년부터 2019년까지 생산했던 스포츠 유틸리티 자동차이다. GL-클래스 범위의 2세대 모델이며 2016년 페이스리프트 당시 GLS-클래스로 이름이 변경되었다.

## 개발 및 런칭
X166 GL-클래스는 2012년 뉴욕 국제 오토쇼에서 데뷔한 후 2012년 11월에 판매를 시작하였다. 이전 모델에 비해 GL-클래스는 높이가 10 mm (0.4 in) 더 크고 너비가 14 mm (0.6 in)더 더 넓고 21 mm (0.8 in) 더 길며 최대 100 kg (220 lb) 더 가볍다.

## 장비
표준 장비에는 5.8인치 디스플레이, LED 헤드라이트및 최대 285 mm (11.2 in) 지상고를 위한 적응형 에어 서스펜션이 있는 COMAND 시스템이 포함되어 있다.옵션에는 소프트 클로즈 도어, 뒷좌석 인포테인먼트 디스플레이, 20인치 및 21인치 휠 옵션, 증가된 승차 높이, 스키드 플레이트 및 저속 기어박스를 추가하는 오프로드 패키지가 포함되어 있다.GL 클래스는 능동 크루즈 컨트롤, 차선 이탈 경고 및 사각지대 모니터링 시스템과 같은 운전자 지원 시스템과 함께 사용할 수도 있다.

## 경쟁 차종
기아
- 기아 모하비
- 기아 소렌토
- 기아 스포티지

쉐보레
- 쉐보레 캡티바

쌍용자동차
- 쌍용 뷰티풀 코란도
- 쌍용 코란도 C

재규어 자동차
- 재규어 E-페이스
- 재규어 F-페이스

현대자동차
- 현대 싼타페
- 현대 투싼

BMW
- BMW X1
- BMW X2
- BMW X3
- BMW X4
- BMW X5
- BMW X6
- BMW X7

## 매출액
다음은 X166 GL-클래스의 매출액이다.
참고: 2012년 매출액에는 이전 세대 모델이 포함되어 있다.
| 연식   | 유럽   | 미국    |
| ------ | ------ | ------- |
| 2012년 | 1,573  | 26,042  |
| 2013년 | 4,829  | 29,912  |
| 2014년 | 4,187  | 26,597  |
| 2015년 | 3,753  | 27,707  |
| 2016년 | 5,361  | 30,442  |
| 2017년 | 4,537  | 32,248  |
| 2018년 | 3,534  | 21,973  |
| 합계:  | 27,774 | 194,921 |